# Pljeskavica
Pljeskavica (en serbio cirílico: пљескавица) es un plato típico de la cocina Balcánica elaborado con carne picada (mezcla de cerdo y cordero) como una hamburguesa (similar a un Ćevapčići), se trata de un plato tan popular y fácil de encontrar en puestos callejeros que se considera el plato nacional de Serbia (se identifica con la ciudad de Leskovac).